# For Monkeys
For Monkeys är det svenska punkrockbandet Millencolin tredje studioalbum. Det gavs ut 21 maj 1997.

## Låtlista
1. "Puzzle"
2. "Lozin' Must"
3. "Random I Am"
4. "Boring Planet"
5. "Monkey Boogie"
6. "Twenty Two"
7. "Black Gold"
8. "Trendy Winds"
9. "Otis"
10. "Light's Out"
11. "Entrance at Rudebrook"
12. "Low Life"

## Listplaceringar
| Lista (1997) | Topplacering |
| ------------ | ------------ |
| Finland      | 27           |
| Norge        | 36           |
| Sverige      | 17           |